# Herbert A. Hauptman

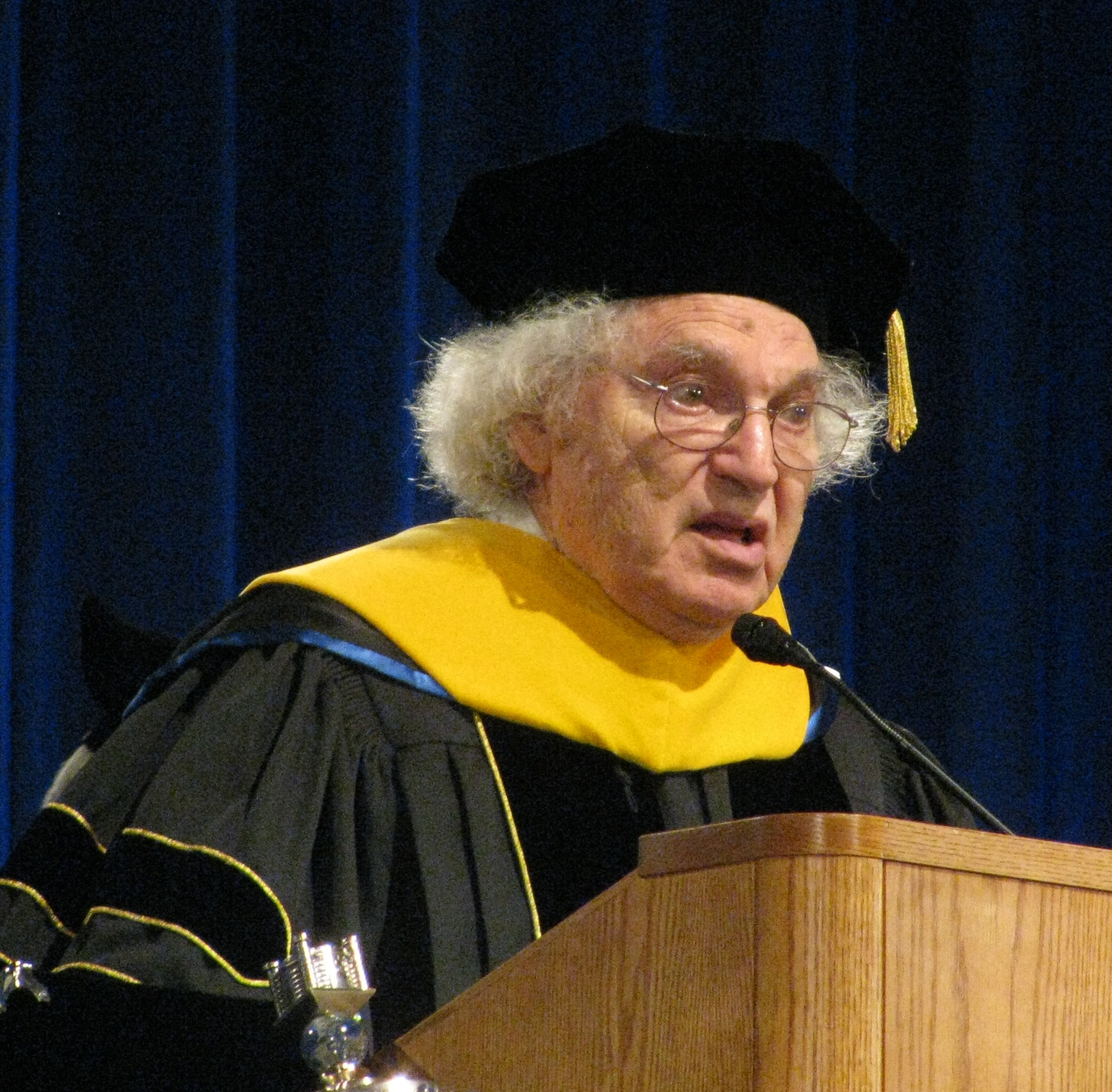
Herbert Aaron Hauptman bei der Verleihung einer Ehrendoktorwürde an der Universität Buffalo (2009)

Herbert Aaron Hauptman (* 14. Februar 1917 in New York City; † 23. Oktober 2011 in Buffalo) war ein US-amerikanischer Mathematiker und Biophysiker. 1985 wurde ihm gemeinsam mit Jerome Karle der Nobelpreis für Chemie zuerkannt.
Herbert Hauptman war der älteste Sohn von Israel Hauptman und Leah Rosenfeld, er hatte zwei Brüder. Er studierte Mathematik, am City College of New York erlangte er 1937 einen Abschluss als Bachelor (B.S.), 1940 erhielt er den Master-Abschluss in Mathematik an der Columbia University. 1940 bis 1942 war er Statistiker im Census Bureau. Danach war er während des Zweiten Weltkriegs als Soldat beim Wetterdienst der US Navy im Südpazifik eingesetzt und Radar-Instruktor (1942/43, 1946/47).
1947 kam Hauptman ans Naval Research Laboratory in Washington, D.C., wo seine Zusammenarbeit mit Jerome Karle begann. Beide wurden danach ins Graduiertenprogramm der University of Maryland, College Park aufgenommen, wo Hauptman 1955 den Doktorgrad erwarb. Er war bis 1961 Physiker am Naval Research Laboratory und 1962 bis 1970 als Mathematiker. Außerdem war er 1956 bis 1970 Lecturer an der University of Maryland.
Seit 1970 war er Professor an der Medical Foundation of Buffalo in New York (seit 1994 benannt als Hauptman-Woodward Medical Research Institute), wo er 1972 dessen Wissenschaftsdirektor und 1988 dessen Präsident wurde.
Von 1953 bis 1956 entwickelten Hauptman und Jerome Karle eine statistische Methode zur Direktbestimmung von Kristallstrukturen durch Röntgenstrahlanalyse, eine wichtige Analysenmethode, die heute weltweit computergestützt angewendet wird. Besondere Bedeutung besitzt diese Methode bei der Strukturbestimmung organischer und biologisch bedeutsamer Makromoleküle. Zusammen mit Jerome Karle erhielt er 1985 den Nobelpreis für Chemie für die Entwicklung der „direkten Methoden“ zur Kristallstrukturbestimmung.
Er ist vielfacher Ehrendoktor (u. a. Columbia University, City College of New York, Bar-Ilan-Universität, State University of New York, Buffalo). 1988 wurde er Mitglied der National Academy of Sciences. 1984 erhielt er den Patterson Award der American Crystallographic Association und 1986 den Schoellkopf Award der American Chemical Society.
Hauptman verstarb 2011; er hinterließ zwei Töchter und seine Frau, die er 1940 als Edith Citrynell geheiratet hatte.